# انجمن نابینایان ایران
انجمن نابینایان ایران مؤسسه‌ای خیریه در ایران است که در آذرماه ۱۳۷۲ تأسیس شد. بر اساس اظهارات مطرح‌شده در وبگاه این انجمن، آشنایی جامعه با حقوق حقه و طبیعی شهروندان دچار آسیب بینایی و تلاش برای احقاق حقوق آنان از مهم‌ترین اهداف این انجمن در نظر گرفته شده‌است.

## اهداف
این انجمن اهداف و برنامه‌های مشخصی را پیگیری می‌کند که اهم آن‌ها به قرار زیر است:
آگاه‌سازی از توانمندی‌ها و نیازها در عرصه‌های گوناگون حیات فردی و اجتماعی، برنامه‌ریزی و بسترسازی در جهت تأمین حقوق شهروندی و اجتماعی به منظور ایجاد فرصت‌های برابر، ارائه راهکارهای مناسب و تعامل با ارگان‌های دولتی و غیردولتی با هدف تحقق حقوق اجتماعی و زندگی مطلوب گروه هدف، ارائه خدمات مددکاری و مشاوره‌ای به گروه هدف و خانواده‌های آن‌ها، پرداخت وام قرض‌الحسنه، ارائه خدمات رفاهی، پیگیری تجهیز اماکن فرهنگی، کتابخانه‌ها و دانشگاه‌ها، همکاری با سایر سازمان‌های مردم‌نهاد معلولان در داخل و خارج کشور در جهت آگاهی و تبادل تجارب و فناوری‌های مربوط، برگزاری جشنواره‌ها و نمایشگاه‌های علمی و فرهنگی، ایجاد بسترهای مناسب در زمینه رفع مسائل، مشکلات اجتماعی و اشتغال‌زایی گروه هدف، پیگیری تأمین مسکن از طریق ارگان‌های ذی‌ربط، جلب مشارکت‌های مردمی در زمینه‌های گوناگون مادی، معنوی و تخصصی در جهت تحقق اهداف انجمن.

## انتقادات
- گستردگی گروه هدف و وسعت منطقه تحت پوشش باعث می‌شود حجم بالایی از تقاضاهای ناهمگن و متنوع به سوی این انجمن سرازیر شود. طبیعی است که در چنین وضعیتی این انجمن درگیر مشکل اضافه‌بار شده و با توجه به بودجه و امکانات خود قادر به تأمین تمایلات و خواسته‌های مراجعه‌کنندگان نخواهد بود یا دست‌کم نشان می‌دهد که چنین است. کثرت مراجعه‌کنندگان بالقوه و محورهای مورد توجه در آن می‌تواند بهانه لازم را در اختیار مسئولان و متصدیان قرار دهد که از مسؤولیت‌های خود سر باز زنند.
- مسائل مالی: اگر شرایط و بستر مناسب فراهم نشده باشد، امکانات گسترده‌ مالی انجمن می‌تواند منجر به فساد مالی شود. در حال حاضر امکانات و منابع موجود یا در عمل استفاده نمی‌شوند و یا آن‌طور که بایدوشاید در جهت تحقق اهداف و برنامه‌های مطرح‌شده مورد بهره‌برداری قرار نمی‌گیرند.
- فقدان نظارت مناسب
- ضعف در شفافیت و پاسخگویی
- ضعف در اطلاع‌رسانی